# Димитър Бабянски
Димитър (Димитрия, Митре) Бабянски Думчев е български хайдутин и революционер, войвода на Вътрешната македоно-одринска революционна организация.

## Биография
Роден е в ениджевардарското село Бабяни, тогава в Османската империя. Действа в харамийска чета в Паяк планина заедно с брат си Христо Бабянски до 1902 година. Присъединява се към ВМОРО и става четник при Павел Граматиков. Става десетар в четата на Апостол войвода. По време на Илинденско-Преображенското въстание действа като войвода в Солунския революционен окръг. Участва активно в борбата с гръцките андарти и след смъртта на брат си поема неговата чета с периметър Паяк планина и Мъглен. Легализира се след Младотурската революция и в началото на Балканската война е хвърлен в затвора от новите гръцки окупационни власти. Отказва да се изсели в България.
В периода на Втората световна война е член на Солунския български клуб и получава българска лична карта. Убит е през 1943 година от комунистически партизани.